# 阿尔洛讷昂塞纳
阿尔洛讷昂塞纳（法語：Arelaune-en-Seine，法語發音：[aʁlon ɑ̃ sɛn]）是法国滨海塞纳省的一个市镇，属于鲁昂区。该市镇于2016年1月1日由原市镇塞纳河畔拉马耶赖和圣尼古拉-德布利克蒂合并而成，行政中心位于塞纳河畔拉马耶赖。

## 地理
阿尔洛讷昂塞纳（49°29'44.25"N, 0°45'41.37"E）面积53.81 平方千米，位于法国诺曼底大区滨海塞纳省，该省份为法国北部沿海省份，其西部及北部濒大西洋英吉利海峡，东起顺时针与索姆省、瓦兹省、厄尔省和卡爾瓦多斯省接壤。
与阿尔洛讷昂塞纳接壤的市镇（或旧市镇、城区）包括：欧维尔、拉艾德鲁托、勒朗丹、布利克蒂圣母村、勒特雷、瓦特维尔拉吕、里沃昂塞纳。
阿尔洛讷昂塞纳的时区为UTC+01:00、UTC+02:00（夏令时）。

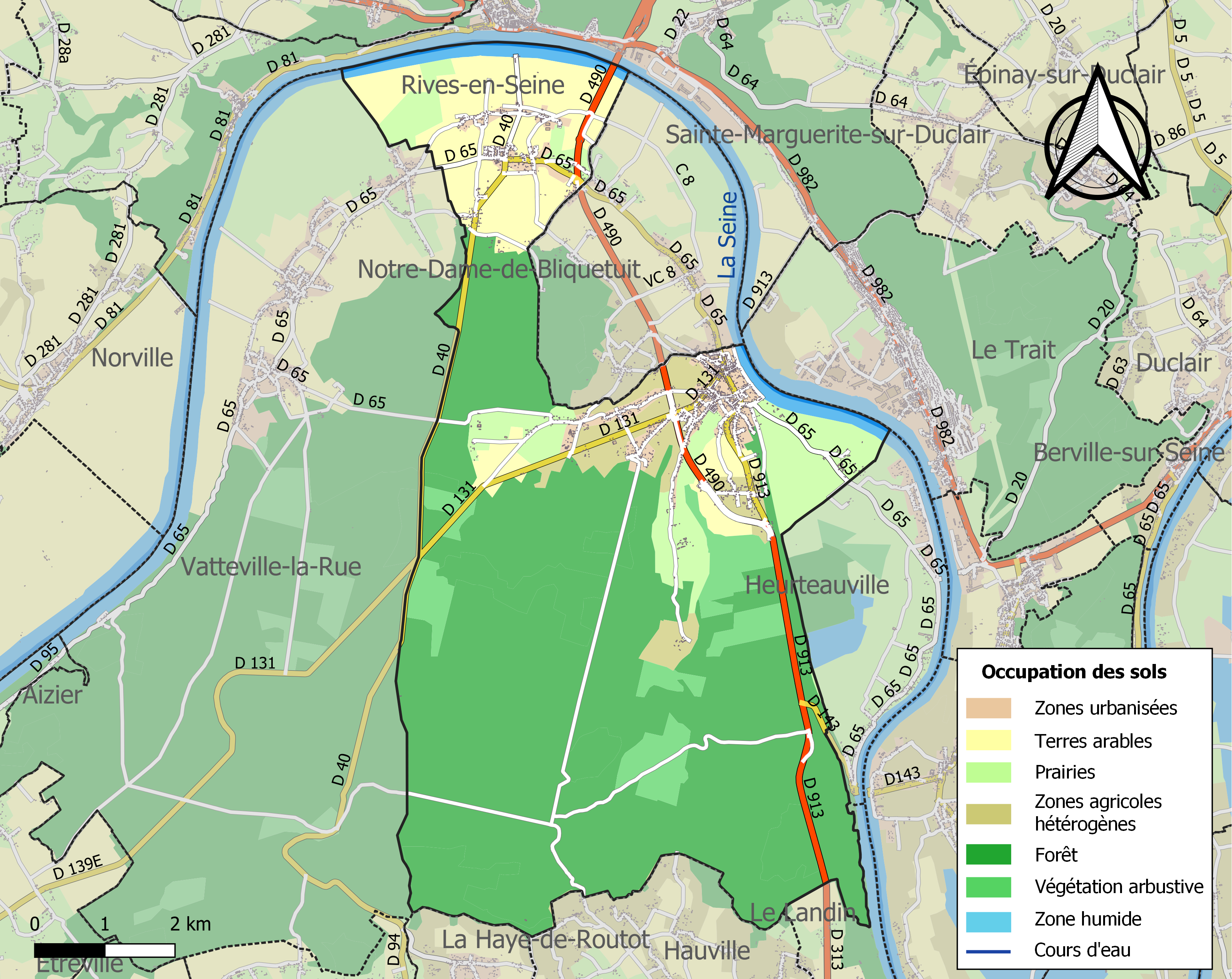
阿尔洛讷昂塞纳的OSM定位图

## 行政
阿尔洛讷昂塞纳的邮政编码为76940，INSEE市镇编码为76401。

## 政治
阿尔洛讷昂塞纳所属的省级选区为塞纳河畔热罗姆港县。

## 人口
阿尔洛讷昂塞纳于2022年1月1日时的人口数量为2500人。